# Abdul Momin
Abdul Momin (arabisch عبد المؤمن; geboren vor 21. Mai 1788; gestorben 30. Mai 1885) war der 24. Sultan von Brunei von 1852 bis zu seinem Tod am 29. Mai 1885. Er war der Schwiegersohn seines Vorgängers, Sultan Omar Ali Saifuddin II.

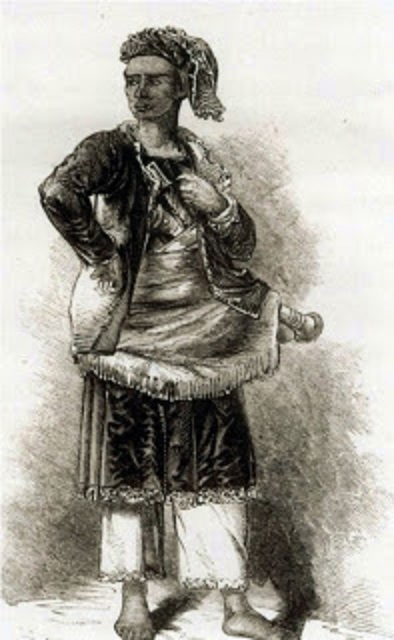
Sultan Abdul Momin

## Regierungszeit
Abdul Momin übernahm die Regierung von seinem Schwiegervater Omar Ali Saifuddin II. bereits, als der Sultan krank war. Nach seinem Tod wurde er zum Sultan gekrönt. Während seiner Regierungszeit wurde die Verbreitung des Islam gefördert und der Sultan selbst entsandte ʿUlamā' nach Mekka. Er war als Sultan beliebt, da er dem Land Frieden und Ordnung brachte.

### Landverluste
Während seiner Regierungszeit wurden allerdings auch große Gebiete an James Brooke von Sarawak übertragen; 1855 wurden gleich sieben Distrikte von Samarahan bis Rajang vertraglich an James Brooke übereignet. Am 26. November 1856 unterzeichneten die Briten einen Vertrag mit Sultan Abdul Momin, um den Treaty of Friendship and Commerce von 1847 zu bekräftigen. Noch 1861 überließ Abdul Momin mehr Territorien an James Brooke.
Zu gleicher Zeit, zwischen 1865 und 1878 drangen drei weitere ausländische Mächte in Nord-Borneo (Sabah) ein. 1865 unterzeichnete Charles Lee Moses, ein amerikanischer Consul General einen Vertrag mit dem Sultan, wodurch er Macht über einundzwanzig Distrikte erhielt. Später verkaufte Moses seine Rechte an Joseph Wilfred Torrey, der sie wiederum am Gustavus Baron von Overbeck weitergab. 1881 erließ die britische Regierung eine Royal Charter für die British North Borneo Company. William Hood Treacher wurde als erster British Governor of North Borneo eingesetzt.

### Amanat-Erklärung
Als der Sultan erkannte, dass Brunei aufgeteilt werden sollte, erklärte er das Amanat, eine Übereinkunft zwischen dem Sultan, den Wazirs, Manteris und Haltern der Tulin-Rechte, dass fürderhin keine Territorien an ausländische Mächte abgetreten oder verpachtet werden dürften. In den folgenden Jahren wurden trotzdem noch viele Territorien Bruneis geraubt, unter anderem Limbang. Brunei hatte einfach nicht die militärische Stärke um das Amanat durchzusetzen.

## Tod
Abdul Momin starb am Freitag, 29. Mai 1885 um 8.00 Uhr. Er wurde im königlichen Mausoleum in Bandar Seri Begawan beigesetzt. Sein Nachfolger wurde sein Schwager, Pengiran Temenggong Pengiran Anak Hashim, der spätere Sultan Hashim Jalilul Alam Aqamaddin.

## Familie
Abdul Momin war der Sohn von Pengiran Shahbandar Pengiran Anak Abdul Wahab und Enkel von Sultan Omar Ali Saifuddin I.
Er war verheiratet mit Pengiran Anak Zubaidah, der Tochter von Sultan Omar Ali Saifuddin II., sowie mit Pengiran Anak Fatima, als seiner Hauptfrau, der Tochter von Sultan Muhammad Kanzul Alam. Der Sohn Pengiran Muda Shahabuddin flüchtete nach Nordborneo, weil er sein Leben bedroht sah.